# Мэйо (нэнго)
Мэйо (яп. 明応 мэйо:) — девиз правления (нэнго) японских императоров Го-Цутимикадо и Го-Касивабара, использовавшийся с 1492 по 1501 год .

## Продолжительность
Начало и конец эры:
- 19-й день 7-й луны 4-го года Энтоку (по юлианскому календарю — 12 августа 1492);
- 29-й день 2-й луны 10-го года Мэйо (по юлианскому календарю — 18 марта 1501).

## Происхождение
Название нэнго было заимствовано:
- из 10-го цзюаня «Вэньсюани»:「徳行修明、皆応受多福、保中又子孫」[4];
- из 14-й главы «Да-ю» (кит. 大有) Книги Перемен:「其徳剛健而文明、応乎天而時行」[4][6].

## События
даты по юлианскому календарю

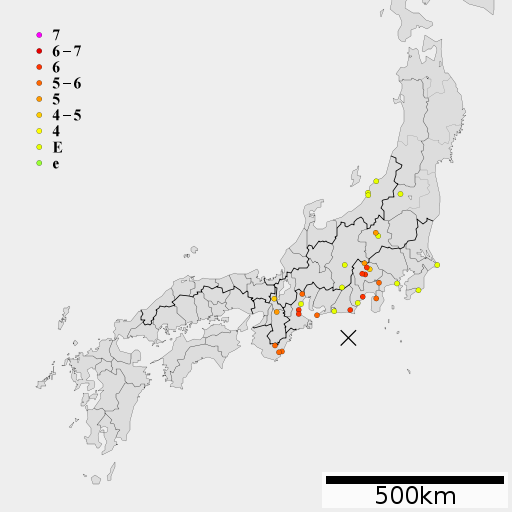
География землетрясения в Нанкайдо, известного также как

- 1492 год (8-я луна 1-го года Мэйо) — сёгун Асикага Ёсимура повёл войска против Такаёри в провинции Оми и осадил монастырь Мии-дэра; Такаёри спасся бегством в горах Кока, а Ёсимура возвратился в столицу Киото[7];
- 1492—1500 годы (2-й — 9-й годы Мэйо) — по приказу даймё Оути, владевшего провинциями Суо, Нагато, Будзэн и Тикудзэн, был составлен свод законов «Оутиси кабэгаки»[8];
- 1493 год (2-й год Мэйо) — по приказу даймё Сагара Тамэцугу, владевшего тремя уездами в провинции Хиго, был составлен свод законов «Сагараси хатто»[8];
- 1493 год (1-я луна 2-го года Мэйо) — кампаку Итидзё Фуюёси был наречён дайдзё-дайдзином[7];
- 1493 год (2-я луна 2-го года Мэйо) — войско во главе с Асикагой Ёсимурой и Хатакэямой Масанагой выдвинулось в провинцию Кавати, чтобы схватить и казнить Хатакэяму Тоситоё, сына Асикаги Ёсинари[7];
- 12 сентября 1495 год (24-й день 8-й луны 4-го года Мэйо) — землетрясение в Камакуре (35°06′00″ с. ш. 139°30′00″ в. д.HGЯO), магнитудой 7,1[9];
- 9 июля 1498 года (20-й день 6-й луны 7-го года Мэйо) — землетрясение в море Энсюнада (34°24′00″ с. ш. 137°42′00″ в. д.HGЯO) в 6,4 балла по шкале Рихтера[9];
- 11 сентября 1498 года (25-й день 8-й луны 7-го года Мэйо) — землетрясение в море Энсюнада (34°00′00″ с. ш. 138°06′00″ в. д.HGЯO) в 8,6 баллов по шкале Рихтера; в тот же день произошло ещё одно землетрясение в Нанкайдо (33°30′00″ с. ш. 135°12′00″ в. д.HGЯO) в 7,5 баллов по шкале Рихтера[9];
- 1500 год (9-й год Мэйо) — в связи с кончиной императора Го-Цутимикадо на престол взошёл император Го-Касивабара.

## Сравнительная таблица
Ниже представлена таблица соответствия японского традиционного и европейского летосчисления. В скобках к номеру года японской эры указано название соответствующего года из 60-летнего цикла китайской системы гань-чжи. Японские месяцы традиционно названы лунами.
| 1-й год Мэйо (Водяная Крыса)          | 1-я луна*       | 2-я луна*  | 3-я луна              | 4-я луна* | 5-я луна                | 6-я луна  | 7-я луна*             | 8-я луна   | 9-я луна    | 10-я луна* | 11-я луна                | 12-я луна*    |                |
| ------------------------------------- | --------------- | ---------- | --------------------- | --------- | ----------------------- | --------- | --------------------- | ---------- | ----------- | ---------- | ------------------------ | ------------- | -------------- |
| Юлианский календарь                   | 30 января 1492  | 28 февраля | 28 марта              | 27 апреля | 26 мая                  | 25 июня   | 25 июля               | 23 августа | 22 сентября | 22 октября | 20 ноября                | 20 декабря    |                |
| 2-й год Мэйо (Водяной Бык)            | 1-я луна        | 2-я луна*  | 3-я луна*             | 4-я луна  | 4-я луна (високосная) * | 5-я луна  | 6-я луна*             | 7-я луна   | 8-я луна    | 9-я луна*  | 10-я луна                | 11-я луна     | 12-я луна*     |
| Юлианский календарь                   | 18 января 1493  | 17 февраля | 18 марта              | 16 апреля | 16 мая                  | 14 июня   | 14 июля               | 12 августа | 11 сентября | 11 октября | 9 ноября                 | 9 декабря     | 8 января 1494  |
| 3-й год Мэйо (Деревянный Тигр)        | 1-я луна        | 2-я луна*  | 3-я луна*             | 4-я луна  | 5-я луна*               | 6-я луна* | 7-я луна              | 8-я луна   | 9-я луна*   | 10-я луна  | 11-я луна                | 12-я луна     |                |
| Юлианский календарь                   | 6 февраля 1494  | 8 марта    | 6 апреля              | 5 мая     | 4 июня                  | 3 июля    | 1 августа             | 31 августа | 30 сентября | 29 октября | 28 ноября                | 28 декабря    |                |
| 4-й год Мэйо (Деревянный Кролик)      | 1-я луна*       | 2-я луна   | 3-я луна*             | 4-я луна* | 5-я луна                | 6-я луна* | 7-я луна*             | 8-я луна   | 9-я луна*   | 10-я луна  | 11-я луна                | 12-я луна     |                |
| Юлианский календарь                   | 27 января 1495  | 25 февраля | 27 марта              | 25 апреля | 24 мая                  | 23 июня   | 22 июля               | 20 августа | 19 сентября | 18 октября | 17 ноября                | 17 декабря    |                |
| 5-й год Мэйо (Огненный Дракон)        | 1-я луна        | 2-я луна*  | 2-я луна (високосная) | 3-я луна* | 4-я луна*               | 5-я луна  | 6-я луна*             | 7-я луна*  | 8-я луна    | 9-я луна*  | 10-я луна                | 11-я луна     | 12-я луна      |
| Юлианский календарь                   | 16 января 1496  | 15 февраля | 15 марта              | 14 апреля | 13 мая                  | 11 июня   | 11 июля               | 9 августа  | 7 сентября  | 7 октября  | 5 ноября                 | 5 декабря     | 4 января 1497  |
| 6-й год Мэйо (Огненная Змея)          | 1-я луна*       | 2-я луна   | 3-я луна              | 4-я луна* | 5-я луна*               | 6-я луна  | 7-я луна*             | 8-я луна*  | 9-я луна    | 10-я луна* | 11-я луна                | 12-я луна     |                |
| Юлианский календарь                   | 3 февраля 1497  | 4 марта    | 3 апреля              | 3 мая     | 1 июня                  | 30 июня   | 30 июля               | 28 августа | 26 сентября | 26 октября | 24 ноября                | 24 декабря    |                |
| 7-й год Мэйо (Земляная Лошадь)        | 1-я луна*       | 2-я луна   | 3-я луна              | 4-я луна* | 5-я луна                | 6-я луна* | 7-я луна              | 8-я луна*  | 9-я луна*   | 10-я луна  | 10-я луна (високосная) * | 11-я луна     | 12-я луна*     |
| Юлианский календарь                   | 23 января 1498  | 21 февраля | 23 марта              | 22 апреля | 21 мая                  | 20 июня   | 19 июля               | 18 августа | 16 сентября | 15 октября | 14 ноября                | 13 декабря    | 12 января 1499 |
| 8-й год Мэйо (Земляная Коза)          | 1-я луна        | 2-я луна   | 3-я луна*             | 4-я луна  | 5-я луна                | 6-я луна* | 7-я луна              | 8-я луна*  | 9-я луна*   | 10-я луна  | 11-я луна*               | 12-я луна     |                |
| Юлианский календарь                   | 10 февраля 1499 | 12 марта   | 11 апреля             | 10 мая    | 9 июня                  | 9 июля    | 7 августа             | 6 сентября | 5 октября   | 3 ноября   | 3 декабря                | 1 января 1500 |                |
| 9-й год Мэйо (Металлическая Обезьяна) | 1-я луна*       | 2-я луна   | 3-я луна              | 4-я луна* | 5-я луна                | 6-я луна* | 7-я луна              | 8-я луна   | 9-я луна*   | 10-я луна  | 11-я луна*               | 12-я луна*    |                |
| Юлианский календарь                   | 31 января 1500  | 29 февраля | 30 марта              | 29 апреля | 28 мая                  | 27 июня   | 26 июля               | 25 августа | 24 сентября | 23 октября | 22 ноября                | 21 декабря    |                |
| 10-й год Мэйо (Металлический Петух)   | 1-я луна        | 2-я луна*  | 3-я луна              | 4-я луна* | 5-я луна                | 6-я луна* | 6-я луна (високосная) | 7-я луна   | 8-я луна*   | 9-я луна   | 10-я луна                | 11-я луна*    | 12-я луна      |
| Юлианский календарь                   | 19 января 1501  | 18 февраля | 19 марта              | 18 апреля | 17 мая                  | 16 июня   | 15 июля               | 14 августа | 13 сентября | 12 октября | 11 ноября                | 11 декабря    | 9 января 1502  |

* звёздочкой отмечены короткие месяцы (луны) продолжительностью 29 дней. Остальные месяцы длятся 30 дней.